# Babis Stefanidis
Charalambos "Babis" Stefanidis (*Suecia, 8 de marzo de 1981), futbolista sueco, con ascendencia griega. Juega de volante y su primer equipo fue el Iraklis FC.

## Selección nacional
Ha sido internacional con la Selección de fútbol de Suecia sub-21., ha jugado 18 veces y ha anotado 3 goles.

## Clubes
| Club            | País      | Año       |
| --------------- | --------- | --------- |
| Iraklis FC      | Grecia    | 1998-2001 |
| Djurgårdens IF  | Suecia    | 2001-2004 |
| Bröndby IF      | Dinamarca | 2004-2005 |
| Helsingborgs IF | Suecia    | 2005-2007 |
| Malmö FF        | Suecia    | 2007-     |

## Palmarés

### Campeonatos nacionales
| Título            | Club            | País      | Año  |
| ----------------- | --------------- | --------- | ---- |
| Copa de Suecia    | Djurgårdens IF  | Suecia    | 2002 |
| Allsvenskan       | Djurgårdens IF  | Suecia    | 2002 |
| Allsvenskan       | Djurgårdens IF  | Suecia    | 2003 |
| Superliga danesa  | Bröndby IF      | Dinamarca | 2005 |
| Copa de Dinamarca | Bröndby IF      | Dinamarca | 2005 |
| Copa de Suecia    | Helsingborgs IF | Suecia    | 2006 |

- Datos: Q151373